# Szélyes Lajos
Szélyes Lajos (Felsőboldogfalva, 1885. december 8. – Budapest, 1963. július 15.) állatorvos, egyetemi tanár, az állatorvostudományok kandidátusa (1952).

## Élete
Szélyes Lajos és Pál Erzsébet fiaként született. 1909-ben szerezte meg oklevelét a budapesti Állatorvosi Főiskolán, majd a főiskola járványtani és bakteriológiai intézetében, azon belül a sertéspestis elleni szérum termelésére szervezett járványtani laboratóriumban dolgozott. Ebből a laboratóriumból alakult meg 1912-ben a Phylaxia Szérumtermelő Rt. (az 1940-es évek végén történt államosítását követően Phylaxia Oltóanyagtermelő Állami Vállalat), ahol négy évtizeden át dolgozott, egészen 1952-ig, előbb mint beosztott állatorvos, majd, 1927-től mint műszaki igazgató, 1945–1952 között pedig mint műszaki osztályvezető. Közben, 1917-ben állatorvostudományi doktori oklevelet szerzett, 1928-tól magántanárként, 1935-től egyetemi magántanárként oktatott az Állatorvosi Főiskolán, 1940 és 1946 között pedig a József Nádor Műszaki és Gazdaságtudományi Egyetem mezőgazdasági osztályán. 1949-től 1952-ig az Agrártudományi Egyetem meghívott előadója is volt. 1952-ben az Agrártudományi Egyetemen megszervezte az Állategészségtani és Állatgyógyászati Tanszéket, amelynek tanszékvezető egyetemi tanára lett, e tisztséget 1959-ig, nyugdíjazásáig viselte.
Fő kutatási területei a sertéspestis, a lépfene elleni védekezés, valamint a tetanusz elleni aktív immunizálás kidolgozása és annak a gyakorlatba való bevezetése volt. Több mint félszáz tudományos publikációja jelent meg.

## Fő művei
- Állatkórtan és hygiene (jegyzet, Budapest, 1950)
- Az állati betegségek közegészségügyi vonatkozásai (Budapest, 1955)
- Állategészségtani ismeretek (Budapest, 1957)